# بروتوكول أينشتاين
بروتوكول أينشتاين (بالإنجليزية: Einstein protocol)‏ هو معيار يستعمل للقياس الدقيق للمسافة بين جسمين في الفضاء. ولإيجاد المسافة بين نقطتين يُرْسَل الضوء من النقطة A إلى النقطة B، ثم ترسل إشارة على الفور باستخدام الضوء من النقطة B إلى النقطة A. تجرى الحسابات التي تتم باستخدام هذه البيانات الصيغة التالية:
{\displaystyle D=c{{t_{3}-t_{1}} \over 2}}.

## البروتوكول
نظرًا لوجود العديد من العوامل التي تدخل في عملية قياس مسافة في الفضاء تم إعداد بروتوكول لترتيب الأهمية والأولوية عند قياس المسافة باستخدام الضوء من A إلى B وبالعكس.